# Tim Vieira
Timothy Alexander Vieira (Joanesburgo,18 de julho de 1975), conhecido por Tim Vieira, é um empresário e investidor português, conhecido pela sua participação na versão portuguesa do programa Shark Tank, em 2015. É o CEO da Brave Generation Academy e candidato à Presidência da República Portuguesa de 2026.

## Biografia
Tim Vieira nasceu em Joanesburgo, África do Sul, filho de pais portugueses aí emigrados. Foi neste país que passou parte da sua infância. Frequentou a Universidade da África do Sul (UNISA), onde estudou Gestão/Administração de Empresas durante dois anos. Posteriormente, participou no Programa Executivo na Escola de Chicago BOOTH, em Londres.

### Percurso profissional

#### Empreendedorismo
Tim Vieira iniciou a sua carreira empreendedora em 1993, ao estabelecer uma cervejaria na África do Sul. Em 2001, expandiu os seus negócios para Angola, ao fundar a Special Edition Holding, um grupo de média que também operava em Moçambique e no Gana. 
A sua participação como investidor no Shark Tank Portugal em 2015 aumentou a sua notoriedade no país. Nesse mesmo ano, fundou o Grupo Brave Generation e a Associação BeBrave, focando-se em investimentos em startups. Em resposta à crise pandémica de 2020, lança com o apoio da BeBrave a plataforma Escolhe Portugal, com o objetivo de facilitar a interação entre empresas e consumidores. Foi presidente da Câmara de Comércio e Indústria Luso-Sul-Africana (CCILSA) entre 2020 e 2023 e é membro do Conselho Consultivo da Nova School of Business & Economics.
Em 2020, fundou a Brave Generation Academy, uma instituição de ensino híbrida. Tim Vieira é o CEO da Brave Generation Academy, mantendo também investimentos em sectores como Agricultura, TI, Recursos Humanos e Cultura.
Em março de 2025, Tim Vieira lançou o livro "O melhor está para vir"  que presenta a sua experiência pessoal e profissional, desde Joanesburgo até Portugal, organizada em lições práticas com exemplos, conselhos e histórias.

#### Produção Cinematográfica
Em 2016, cofundou os CARACOL Studios e foi produtor executivo de filmes como "Carga" e "Sombra", ambos reconhecidos internacionalmente.

#### Política
A 25 de abril de 2023, anunciou a sua candidatura à Presidência da República Portuguesa.

## Obras publicadas
- O Melhor está para vir, Lisboa, Oficina do Livro, 2025